# 司馬脩之
司马脩之（？—417年），东晋宗室，武陵威王司馬晞玄孙，临川王司馬寶之子。
桓玄之乱，杀死会稽王司马道子和会稽王世子司马元显被杀。刘裕平定桓玄，义熙元年（405年）八月甲子司马脩之出继司马道子，袭封会稽王（治今浙江省绍兴市）。尊王妃王氏为太妃。义熙年间，有人称司马元显子司马秀熙避难到蛮中回来了，太妃请以司马秀熙为嗣，于是司马脩之回到别第。刘裕认为是假的，司马秀熙其实是果散骑郎滕羡之奴勺药，于是弃市。太妃不悟，哭得很厉害。司马脩之再次为嗣。义熙十三年（417年）五月丁亥，会稽王司马脩之去世，谥悼，无子，国除。
| 前任： 司馬道子 | 晋朝会稽王 405年－417年 | 繼任： 国除 |